# Classe Rivadavia
A classe Rivadavia consistia em dois encouraçados projetados pela American Fore River Shipbuilding Company para a Armada Argentina. Batizados  ARA Rivadavia e ARA Moreno em homenagem a figuras importantes da história argentina, eles foram a entrada da Argentina na corrida de dreadnoughts sul-americana e um contra-ataque aos dois encouraçados da classe Minas Geraes do Brasil.
Eles foram modernizados nos Estados Unidos em 1924 e 1925 e ficaram inativos durante grande parte da Segunda Guerra Mundial devido à neutralidade da Argentina. Removido das listas da marinha em 1 de fevereiro de 1957 o Rivadavia foi desmantelado na Itália a partir de 1959. Moreno foi descomissionado em 1 de outubro de 1956 e foi rebocado para o Japão em 1957 para desmantelamento. O dinheiro da venda dos encouraçados foi usado para a compra de um porta-aviões.